# هوراس ورث هيو
هوراس ورث هيو (بالإنجليزية: Horace Worth Vaughan)‏ هو محامي وقاضي وسياسي أمريكي، ولد في 2 ديسمبر 1867 في الولايات المتحدة، وتوفي في 2 نوفمبر 1922 في نفس البلد. حزبياً، نشط في الحزب الديمقراطي. وقد انتخب عضو مجلس ولاية تكساس وانتخب عضو مجلس النواب الأمريكي.